# Толстоногая лягушка
Толстоногая лягушка (лат. Conraua crassipes) — вид лягушек семейства Conrauidae. Встречается в восточной Нигерии, Камеруне, Экваториальной Гвинее (включая остров Биоко), Габоне, Республике Конго и Демократической Республике Конго. Предположительно он также встречается на юго-западе Центральноафриканской Республики и в эксклаве Кабинда в Анголе.
Conraua crassipes — распространенный вид, обитающий в быстрых реках и ручьях с чистой водой или вблизи них в тропических лесах на небольшой высоте, возможно, на высоте примерно до 1000 м над уровнем моря. Переносит некоторую деградацию среды обитания при условии, что остаются деревья и местность не становится слишком открытой. На него неблагоприятно влияет потеря его лесной среды обитания вследствие развития сельского хозяйства, лесозаготовок и населенных пунктов, а также заиление и загрязнение его нерестовых ручьев. Встречается на нескольких охраняемых территориях.